# Cala de la Torrota
La cala de la Torrota , o la Mar Menuda, és una petita platja del municipi de Roda de Berà (Tarragonès), situada entre la platja Llarga i la platja de la Punta d'en Guineu. Té una longitud de 30 metres i una amplada mitjana de 5 metres, formada per sorra, grava i blocs. S'hi accedeix, amb certa dificultat, des del camí de ronda. S'hi permet l'accés dels gossos durant tot l'any.